# Dan Ar Braz

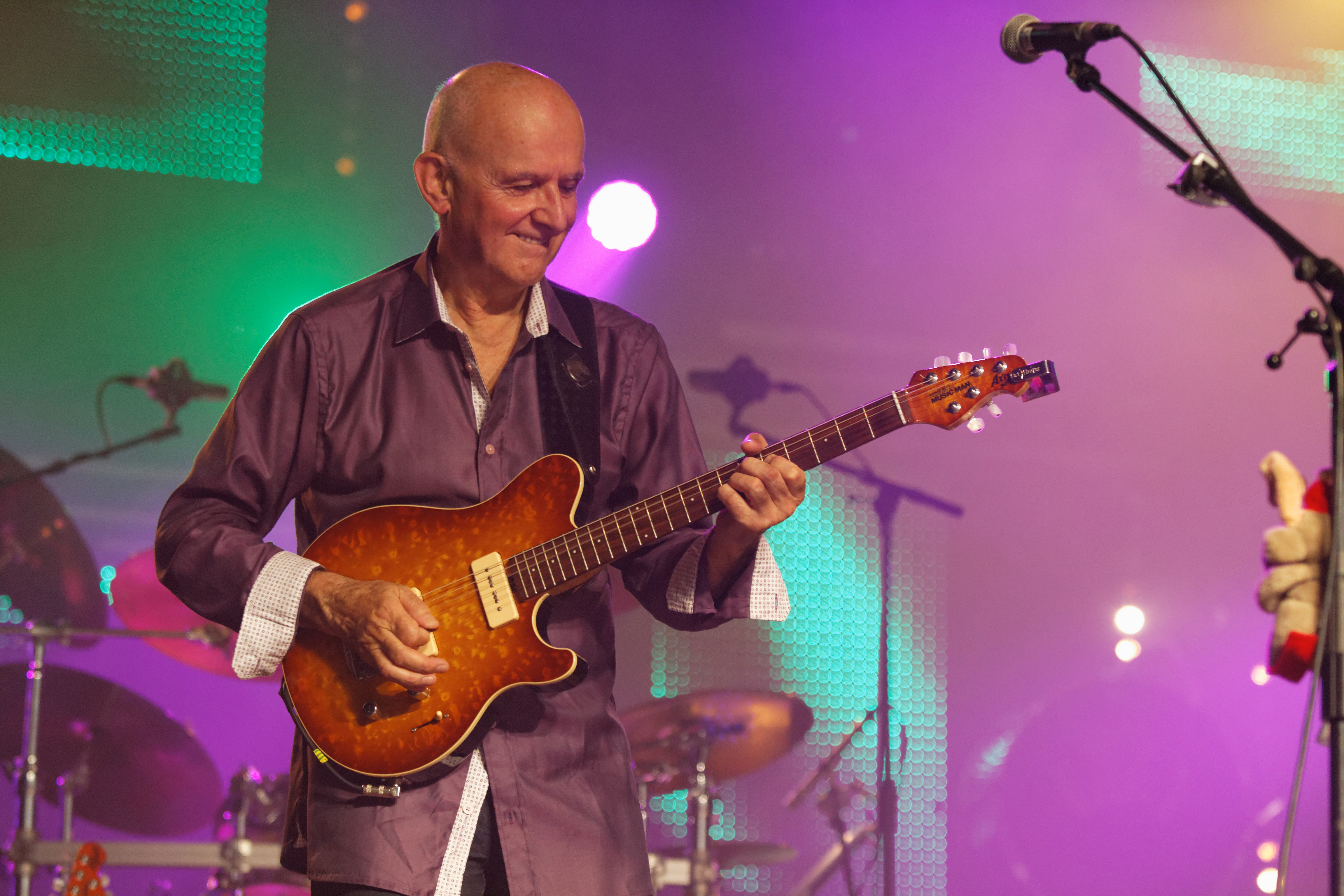
Dan ar Braz in Quimper (2013)

Dan Ar Braz (* 15. Februar 1949 in Quimper, Bretagne; bürgerlich Daniel Le Bras, zwischenzeitlicher Künstlername Dan Ar Bras ) ist ein französischer Singer-Songwriter und Gitarrist sowie Gründer der L’Héritage des Celtes. Sein Werk fällt größtenteils in den Bereich der „elektrisch-keltischen“ Musik. Am Beginn seiner Karriere war er unter anderem Gitarrist in der Band des bretonischen Musikers Alan Stivell und der britischen Band Fairport Convention.

## Einflüsse
1963, im Alter von fast 14, entdeckte Daniel Le Bras die Gitarre. Seine Vorliebe für den Rock führte ihn zu Künstlern wie Cliff Richard, den Shadows, Bob Dylan und etwas später zu Jimi Hendrix und den Rolling Stones. Seine Kenntnisse erwarb er sich beim Spiel auf Dorffesten und in Bars.

## Die Zeit mit Stivell
Daniels Vater wollte, dass er im Hotel- und Gaststättengewerbe lernte und nicht Musik machte. 1967, er arbeitete als Kellner in Bénodet, traf er Alan Stivell, der ihn in seine Gruppe einlud. Das Repertoire der Gruppe von Alan Stivell umfasste Musik aus der Bretagne, aus Schottland und aus Irland. Auch Gabriel Yacoub, der später die Band Malicorne gründete, war Mitglied der Band, die ein Jahrzehnt zusammenarbeitete.
Bis 1967 hatte Daniel Le Bras nie traditionelle Musik gespielt. Nun entdeckte er für sich den Folk-Rock.
Die Gruppe spielte überwiegend in der Bretagne – dies war die Zeit, in der er sich seiner bretonischen Wurzeln bewusst wurde. Er wechselte seinen Namen in Dan Ar Bras. Nach einer erfolgreichen Tour 1971 in Frankreich reiste die Band durch Europa, Nordamerika und Australien. Die sogenannte „Keltische Musik“ war populär.
Parallel dazu nahm er an der Einspielung von sieben Alben Alan Stivells teil (1972–1977), unter anderem Renaissance de la harpe celtique, Chemins de terre und E Dulenn - A Dublin.

## Die Solokarriere
1973 gründete er seine eigene Gruppe Mor. Diese Gruppe löste sich kurz nach der Aufnahme des ersten Albums auf. Ein Soloalbum mit irischen Jigs und Reels folgte, war aber nicht erfolgreich. 1976 zog er nach England und schloss sich Fairport Convention an zu einer Tournee in England und den USA. Er änderte seinen Namen erneut, diesmal in Dan Ar Braz. Für etwa ein Jahr spielte er auf Konzerten mit Fairport Convention, nahm jedoch kein Album mit ihnen auf. Er kehrte in die Bretagne zurück, um drei Solo-Alben „keltischer Musik“ aufzunehmen. Er sang auf Bretonisch, Französisch und Englisch.
Für einige Jahre wandte er sich von der „keltischen Musik“ ab. 1981 unternahm er eine Konzertreise durch Europa mit seinem Album Acoustic, einer Sammlung selbstkomponierter Instrumentalstücke. 
Zwischen 1984 und 1987 unternahm er mehr als ein Dutzend Konzertreisen in die Vereinigten Staaten. Zu dieser Zeit entstand das Album Musiques pour les silences à venir. Nach einem weiteren Instrumentalalbum überraschte er mit einer Sammlung von Liedern in Englisch, Songs. Er schrieb sie selbst, bis auf je eines von Richard Thompson und Donovan.
1992 war ein für ihn arbeitsames Jahr: Er setzte das 1979 begonnene Werk mit den Texten von Xavier Grall fort, das in dem Album Allez dire à la ville endete. Rêves de Siam ist die Musik eines Films von Olivier Bourbeillon, für die er Martin Allcock, John Kirkpatrick und Ronan Le Bars assistierte. Les Îles de la mémoire war das dritte Album in diesem Jahr.

## L’Héritage des Celtes

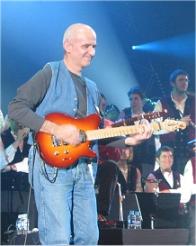
Dan ar Braz beim Festival interceltique de Lorient 2006

Im Jahr 1991 wurde das Album Borders of Salt veröffentlicht. Das Titelstück sollte ein Markenzeichen der L’Héritage des Celtes (deutsch: ‚Das Erbe der Kelten‘) werden, die drei Jahre später gegründet wurden. Anlässlich des 70. Festival de Cornouaille in Quimper 1993 gab Dan Ar Braz das Abschlusskonzert, umgeben von 75 Musikern, unter anderem Dónal Lunny, die Shotts Pipe Band aus Glasgow und Bagad Kemper. Das Konzept der L’Héritage war geboren. 
1994 erschien Borders of Salt, aufgenommen durch Brian Masterson im Windmill Lane Recording Studio in Dublin; auch U2 war unter den Teilnehmern. Dieses Album wurde 100.000 Mal verkauft. Dan Ar Braz konnte zusammen mit den Musikern, die an dem Projekt teilnahmen, den Reichtum der keltischen Musik in ihrer Vielfalt zeigen. Außer den schon zitierten Mitwirkenden wirkten mit: Elaine Morgan, Nollaig Casey, Karen Matheson (Sängerin von Capercaillie), Yann-Fañch Kemener, Donald Shaw, Gilles Servat, Carlos Núñez und viele andere. 
1995 erschien En Concert (auf Video erhältlich) mit neuen Titeln. 1996 nahm Dan Ar Braz mit l'Héritage des Celtes am Eurovision Song Contest teil. Mit dem Stück Diwanit bugale belegten sie den 19. Platz. Ein Jahr später wurde das Studioalbum Finisterres veröffentlicht. 1998 erschien das Doppelalbum Zénit und 1999 Bretagnes à Bercy mit Armens, Gilles Servat, Alan Stivell und Tri Yann. Im August 2000 wurde L’Héritage des Celtes zum Festival interceltique de Lorient eingeladen; bei dieser Gelegenheit gab Dan Ar Braz das Ende dieses Engagements bekannt. Im Jahr 2011 aber redete er in der Presse über eine angedachte Rückkehr des Projekts.
Zu den bekanntesten Musikern des Projekts gehören Yann-Fañch Kemener (Gesang), Dónal Lunny (Bouzouki), Carlos Núñez (Sackpfeife), Sharon Shannon (Akkordeon) und Didier Squiban (Klavier).

## Diskographie

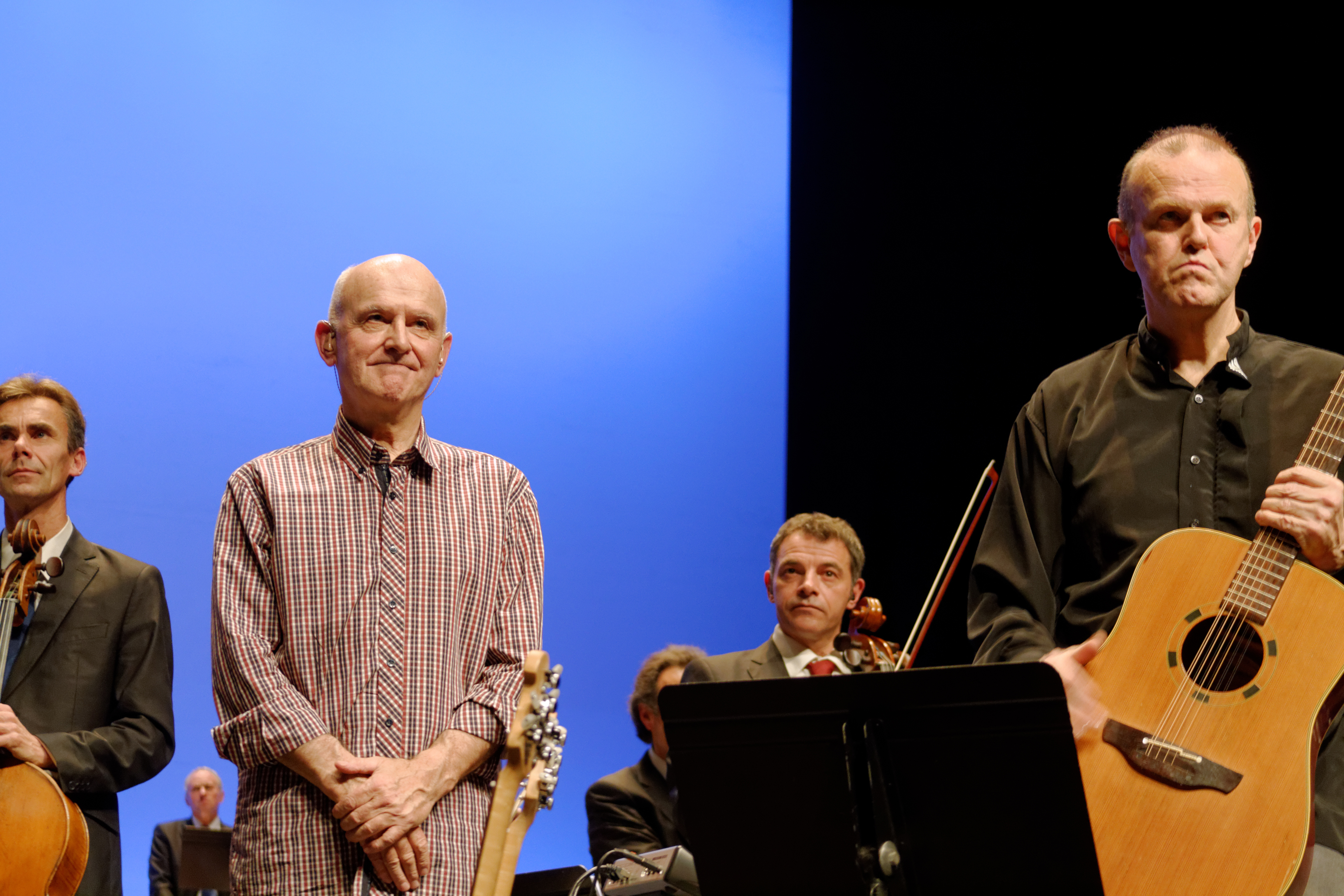
Dan Ar Braz (Mitte) und Jacques Pellen (rechts) mit dem Orchestre symphonique de Bretagne

### Unter seinem Namen
- 1977: Douar Nevez
- 1978: Allez dire à la ville (Texte von Xavier Grall: Sammelband La Sône des pluies et des tombes)
- 1979: The Earth’s Lament
- 1981: Acoustic
- 1985: Musique pour les silences à venir
- 1988: Septembre bleu
- 1990: Songs
- 1991: Borders of salt
- 1992: Xavier Grall chanté par Dan Ar Braz
- 1992: Rêves de Siam
- 1992: Les îles de la mémoire
- 1994: Theme for the green lands
- 2001: La mémoire des volets blancs
- 2003: A toi et ceux
- 2006: Fontières de sel (DVD & CD Audio)
- 2007: Les Perches du Nil
- 2009: Comptines celtiques et d’ailleurs
- 2012: Celebration

### Als Gitarrist unter Alan Stivell
- 1972: Renaissance de la harpe celtique
- 1972: Olympia
- 1973: Bobino
- 1973: Chemins de terre
- 1974: E Langonned
- 1975: E Dulenn – A Dublin
- 1976: Treman Inis
- 1977: Before landing
- 1993: Again

### Mit L’Héritage des Celtes
- 1994: Héritage des Celts
- 1995: En concert
- 1997: Finisterres
- 1998: Zénith
- 1999: Bretagnes à Bercy (mit Armens, Gilles Servat, Alan Stivell, Tri Yann)

### Verschiedene Zusammenarbeiten
- 1978: No Man’s Land von Jacques Higelin
- 1999: Excalibur von Alan Simon
- 1982: Au secret déluge von Melaine Favennec
- 1982: Aldébaran von Michel Corringe
- 1983: AT2 – The reunion concert von Fairport Convention
- 1983: Ar baz valan von Patrick Molard
- 1991: L’Albatros fou von Gilles Servat
- 1995: The Last Hero von Kad
- 1996: Sur les quais de Dublin von Gilles Servat
- 1996: Brest-96, Penn-Ar-Bed von Didier Squiban
- 1996: The Lost Frontier von XII Alfonso
- 1997: An tour tan von Didier Squiban
- 1999: Nos Îles – Nos amours de Melaine Favennec
- 1999: Os amores libres von Carlos Núñez
- 1999: Odyssées von XII Alfonso
- 2000: Excalibur en concert von Alan Simon
- 2000: Mayo longo von Carlos Núñez
- 2008: Banquet de Cristal von Red Cardell